# Toby Wing

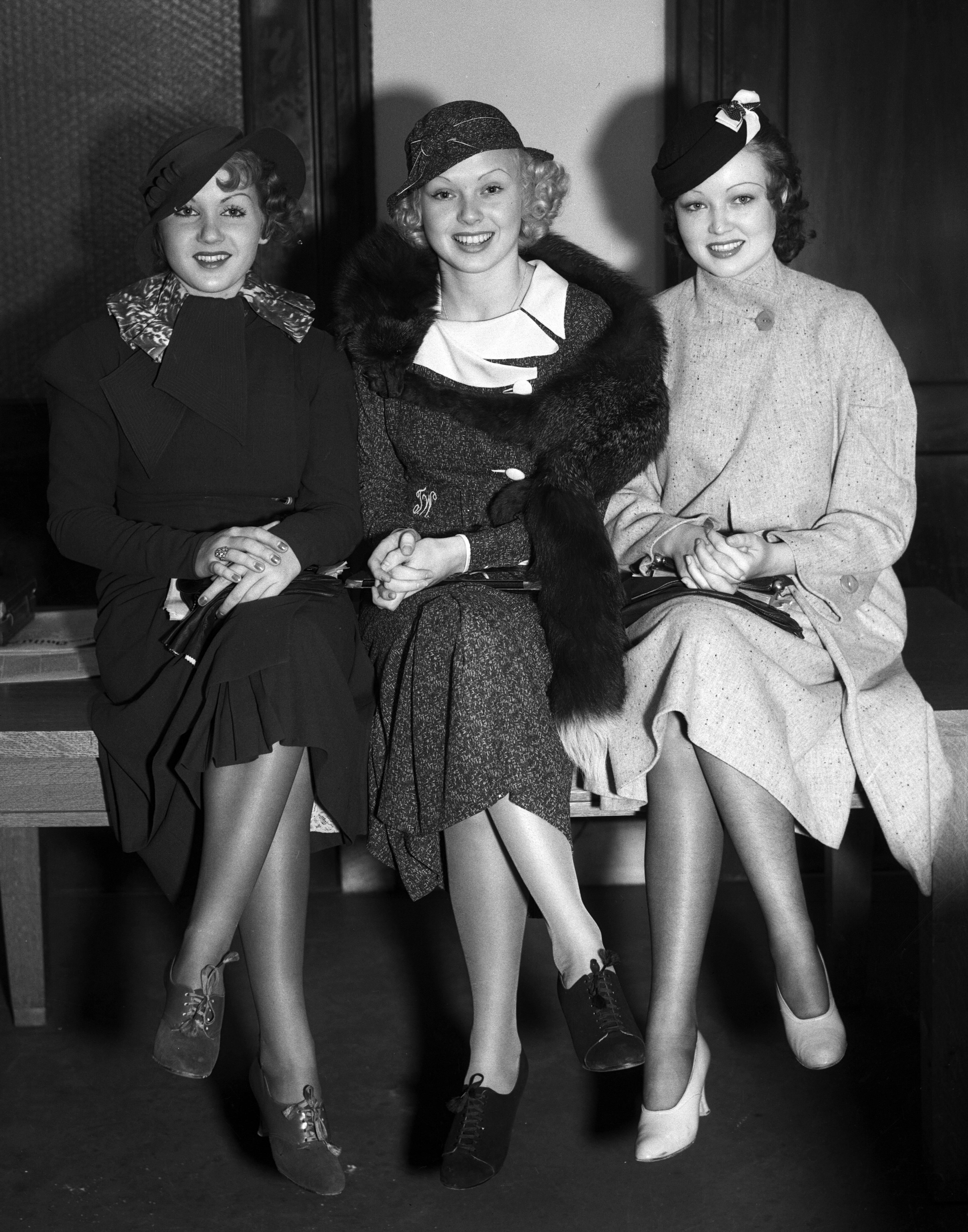
Toby Wing (Mitte) mit ihren Schauspielkolleginnen Grace Bradley und Lona Andre (1933)

Toby Wing (eigentlich Martha Wing; * 14. Juli 1915 in Amelia Court House, Virginia als Martha Virginia Wing; † 22. März oder 23. März 2001 in Mathews, Virginia) war eine US-amerikanische Schauspielerin und ein Fotomodell.

## Leben und Karriere
Ihr Großonkel war der Dramatiker Arthur Wing Pinero. Toby Wing wuchs in Virginia, später in Panama und El Paso bei ihrer Familie auf. Schließlich zogen die Wings zur Filmindustrie nach Hollywood, da ihr Vater – der ehemalige Militäroffizier Paul Wing – eine Stellung als Regieassistent bei Paramount Pictures erhalten hatte. Noch im Kindesalter erhielt sie ab dem Jahr 1924 erste kleinere Rollen in Stummfilmen.
Im Jahr 1931 wurde die damals 16-jährige Wing Teil der Goldwyn Girls, einer Gruppe junger, attraktiver Tänzerinnen, die von dem Filmproduzenten Samuel Goldwyn beschäftigt wurden, um in Filmen und Bühnenshows aufzutreten. So sah man sie Anfang der 1930er-Jahre zunehmend in Musicalfilmen, unter anderem war sie mehrfach Teil der aufwendigen Choreografien von Busby Berkeley. Statt ihres eigentlichen Vornamens Martha wählte sie Toby, einen alten Spitznamen aus der Familie, als ihren Künstler-Vornamen. Mit der Zeit wurde Wing, da ihr Aussehen und ihre Persönlichkeit geschätzt wurden, etwas mehr in den Vordergrund gerückt. Ihr wurde bescheinigt, ein „Gesicht wie die Morgensonne“ gehabt zu haben. So ist ihr Auftritt als Partnerin von Dick Powell bei dem Lied Young and Healthy in dem Musicalklassiker Die 42. Straße (1933) markant, blieb aber noch im Abspann ungenannt.
Ab 1934 wurde Wing fast immer im Abspann genannt und erhielt auch Hauptrollen in kleineren Filmen wie With Love and Kisses, Sing While You're Able und The Marines Come Thru. Zwar sollte sie abseits von B-Filmen nie zu Hauptrollen kommen, dennoch erreichte sie in den USA der 1930er-Jahre Berühmtheit – allerdings weniger durch ihre Filme, sondern vor allem durch regelmäßige Abbildungen in Filmmagazinen und als Werbeikone. Die auf das Publikum lebenslustig wirkende Blondine galt zeitweise als regelrechtes Sexsymbol. Laut ihrem Studio Paramount Pictures soll sie zu einem Zeitpunkt mehr Fanpost als die beiden Paramount-Filmstars Marlene Dietrich und Claudette Colbert erhalten haben. Nach dem Tod von Jean Harlow (1937) galt sie für einige Zeit bis zum Aufstieg von Betty Grable als das beliebteste Pin-up-Girl der USA. Die Klatschspalten schrieben in den 1930er-Jahren über ihre Dates und angeblichen Romanzen mit Maurice Chevalier, Alfred Vanderbilt Jr., Franklin Roosevelt Jr. und Jackie Coogan.
Am 14. Oktober 1938 heiratete Wing den Piloten Dick Merrill (1894–1982), danach begann sie mit erst 23 Jahren ihren Rückzug aus dem Showgeschäft. Merrill gilt als Fliegerlegende, da er im Jahr 1936 den ersten Hin- und Rückflug über den Atlantik absolvierte und 1937 beim ersten kommerziellen Atlantikflug am Steuer saß. Im Jahr 1938 erschienen Toby Wings letzte Filme, im Herbst jenes Jahres wirkte sie am Broadway an dem Musical You Never Know von Cole Porter mit, danach war ihre Schauspielkarriere praktisch beendet. Auch ihre Karriere als Model beendete sie wenige Jahre später und zog mit ihrem Ehemann weitab von der Filmindustrie nach Florida. Wing und Merrill wurden Eltern von zwei Söhnen, die beide vor ihnen starben. Ein Sohn erlag 1940 als Baby dem Plötzlichen Kindstod, der zweite Sohn Richard Merrill wurde im August 1982 unter bis heute ungeklärten Umständen erstochen. Nur zweieinhalb Monate nach der Ermordung seines Sohnes starb auch Wings Ehemann Dick Merrill.
Im Jahr 1960 erhielt Wing für ihr filmisches Schaffen einen Stern auf dem Hollywood Walk of Fame am Hollywood Boulevard. 1998 erschien sie als Interviewpartnerin in dem Dokumentarfilm Busby Berkeley: Going Through the Roof. Sie starb im März 2001 85-jährig in einem kleinen Dorf in ihrem Heimatbundesstaat Virginia. Sie wurde von zwei Enkeln und ihrer Schwester Pat Wing (1914–2002), die ebenfalls in den 1930er-Jahren Hollywood-Schauspielerin war, überlebt.

## Filmografie (Auswahl)
- 1924: Der Boy aus Flandern (A Boy of Flanders)
- 1924: Die Frau, die die Männer bezaubert (Circe, the Enchantress)
- 1924: Der Mann, der die Ohrfeigen bekam (He Who Gets Slapped)
- 1925: Percy
- 1931: The Delivery Boy (Kurzfilm)
- 1932: The Loud Mouth (Kurzfilm)
- 1932: Der falsche Torero (The Kid from Spain)
- 1933: Urlaub vom Thron (The King’s Vacation)
- 1933: Die 42. Straße (42nd Street)
- 1933: Der kleine Gangsterkönig (The Little Giant)
- 1933: Der Detektiv und die Spielerin (Private Detective 62)
- 1933: Baby Face
- 1933: Revolution der Jugend (This Day and Age)
- 1934: Search for Beauty
- 1934: School for Girls
- 1934: Das Phantom der Revue (Murder at the Vanities)
- 1934: Tempel der Schönheit (Kiss and Make-Up)
- 1934: The Age of Innocence
- 1935: La Fiesta de Santa Barbara (Kurzfilm)
- 1935: Forced Landing
- 1936: Thoroughbred
- 1936: Mr. Cinderella
- 1936: With Love and Kisses
- 1936: Silks and Saddles
- 1937: Sing While You're Able
- 1937: The Women Men Marry
- 1937: Ein Mordsschwindel (True Confession)
- 1938: Mr. Boggs Steps Out
- 1938: The Marines Come Thru
- 1938: Sweethearts